# Melaleuca squarrosa
Melaleuca squarrosa är en myrtenväxtart som beskrevs av James Edward Smith. Melaleuca squarrosa ingår i släktet Melaleuca och familjen myrtenväxter. Inga underarter finns listade i Catalogue of Life.

## Bildgalleri

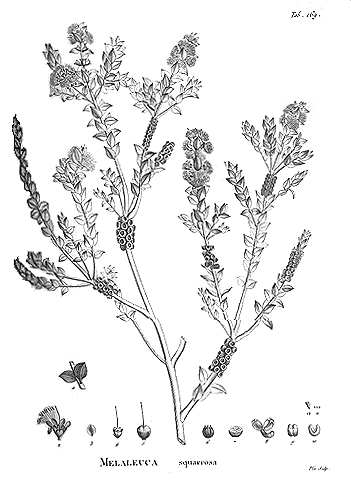